# Рахманов, Михаил Алексеевич
Михаил Алексе́евич Рахманов (род. 27 мая 1992, Усть-Каменогорск) — казахстанский хоккеист, нападающий. Воспитанник усть-каменогорского хоккея.

## Биография
В 2009—2011 годах выступал за клуб «Казцинк-Торпедо-2» в чемпионате Казахстана. Сыграл 51 игру, набрав 5+6 очков.
В сезоне 2011/12 — игрок ХК «Снежные барсы», выступающего в МХЛ. Сыграл 72 игры, набрал 20+25 очков.
С 2012 года — игрок клуба КХЛ «Барыс». Также играет за ХК «Снежные барсы», выступающего в МХЛ, и в составе «Барыс-2», выступающего в чемпионате Казахстана.
В сезоне 2014/15 года не выступает за ХК «Снежные барсы» так как превысил возрастной лимит для МХЛ.